# 郭家葆
郭家葆（?—?），河南省汝寧府信陽州人，清朝政治人物、同進士出身。
光緒二十年（1894年），参加光緒甲午科殿試，登進士三甲105名。同年五月，授内阁中书。